# Gedenktag des Völkermords an den Tutsi
Der Gedenktag des Völkermords an den Tutsi (englisch Genocide against the Tutsi Memorial Day, französisch Journée de réflexion sur le génocide des Tutsis) ist ein gesetzlicher Feiertag in Ruanda. Der Gedenktag wird jährlich am 7. April begangen und erinnert an den Beginn des Völkermords in Ruanda am 7. April 1994. In weniger als 100 Tagen wurden damals von der Hutu-Mehrheit im Land etwa 75 Prozent der in Ruanda lebenden Tutsi-Minderheit sowie nicht kooperierende Hutu und Twa getötet. Die Opferzahlen lagen Schätzungen nach zwischen 800.000 und 1.000.000 Menschen. Das Ende des Völkermords wird am Liberation Day (Kwibohora) am 4. Juli gefeiert.
Im Dezember 2003 wurde für den 10. Jahrestag der 7. April als International Day of Reflection on the 1994 Genocide against the Tutsi in Rwanda (französisch Journée internationale de réflexion sur le génocide des Tutsis au Rwanda en 1994) von der Generalversammlung der Vereinten Nationen eingerichtet.

## Kwibuka 30

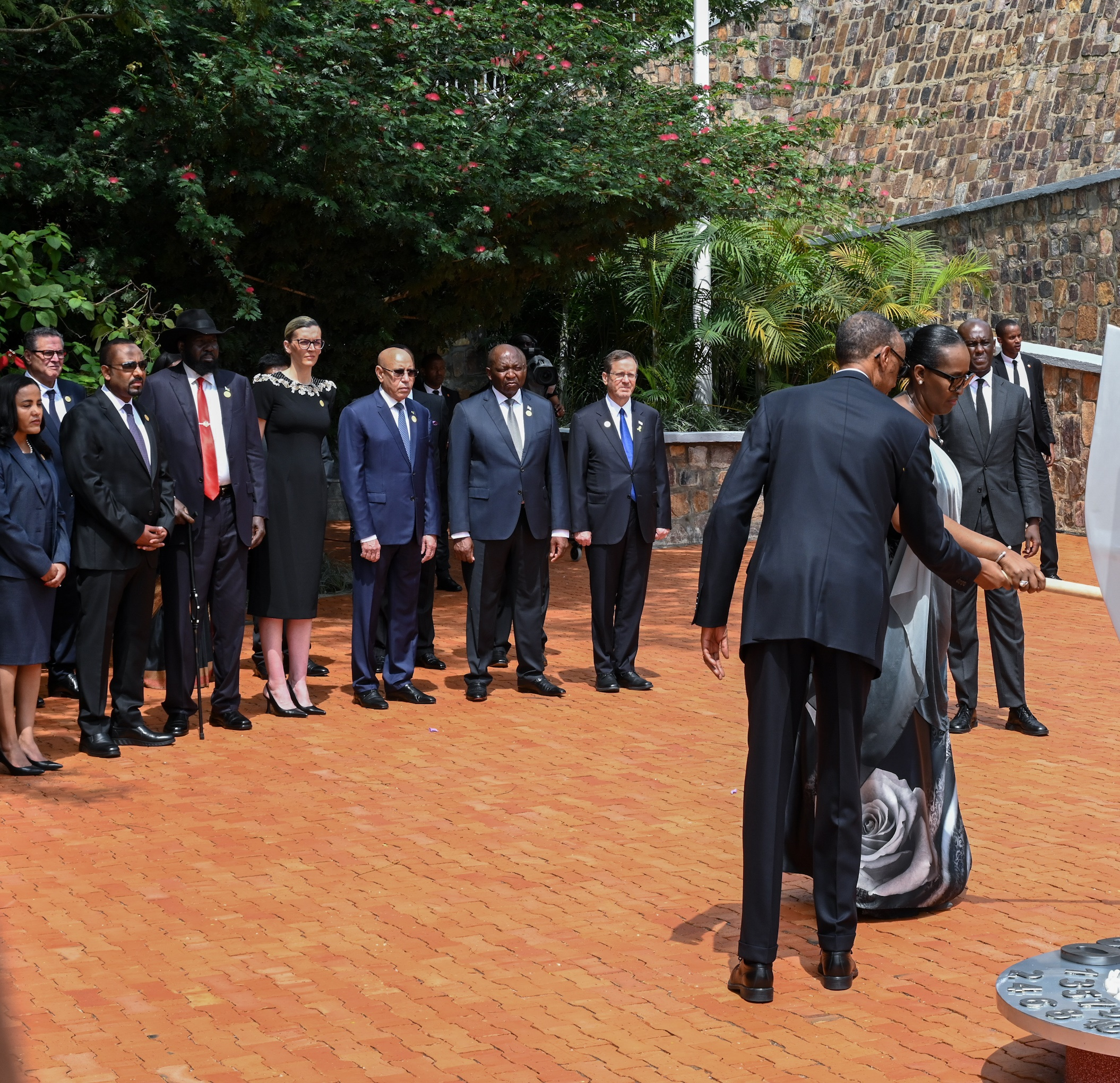
Präsident Paul Kagame und First Lady Jeannette Kagame entzünden die „Flamme der Erinnerung“ am Kigali Genocide Memorial am 7. April 2024

2024 jährte sich der Völkermord zum 30. Mal. Die Gedenkveranstaltungen laufen unter dem Thema Kwibuka Twiyubaka (etwa „erinnern, vereinen, erneuern“). Sie begannen mit dem Entzünden der „Flamme der Erinnerung“ durch Präsident Paul Kagame am Kigali Genocide Memorial, welche bis zum Liberation Day brennen soll. Das Kigali Genocide Memorial, an dem mehr als 250.000 Opfer des Völkermords bestattet wurden, ist eine der vier Gedenkstätten, die 2023 von der UNESCO als Weltkulturerbe ausgezeichnet wurden. Zur Gedenkveranstaltung kamen internationale Staats- und Ministerpräsidenten wie Petr Pavel (Tschechische Republik), Andry Rajoelina (Madagaskar), Prithvirajsing Roopun (Mauritius), Mohamed Ould Ghazouani (Mauretanien), Samia Suluhu Hassan (Tansania), Cyril Ramaphosa (Südafrika), Faustin-Archange Touadéra (Zentralafrikanische Republik), Abiy Ahmed (Äthiopien), Denis Sassou-Nguesso (Volksrepublik Kongo) und Jitzchak Herzog (Israel) sowie ehemalige Politiker wie Thabo Mbeki (Südafrika), Bill Clinton (Vereinigte Staaten) und Nicolas Sarkozy (Frankreich). Der Walk to Remember fand nach vierjähriger Pause durch die COVID-19-Pandemie wieder statt. Er begann am Nachmittag des 7. April und verlief von der Abgeordnetenkammer im Sektor Kimihurura in Richtung der BK Arena, in der anschließend eine nächtliche Mahnwache abgehalten wurde. Die Teilnahme wurde auf 3000 Personen beschränkt. Weitere Gedenkveranstaltungen liefen insbesondere in der ersten Woche. Am 13. April wurden am Rebero Genocide Memorial im Distrikt Kicukiro neun Politiker geehrt, die während des Völkermords Widerstand leisteten und getötet wurden. Diese sind Boniface Ngurinzira, Godefroid Ruzindana, Jean-Baptiste Habyarimana, Jean-Gualbert Rumiya, Vincent Rwabukwisi und Theoneste Gafaranga sowie die drei Bürgermeister Calixte Ndagijimana von Mugina, Narcisse Nyagasaza von Ntyazo und Jean Marie Vianne Gisagara von Nyabisindu.